# Rochowicka Woda
Rochowicka Woda (Potok Rochowicki) – górski potok, lewy dopływ Nysy Szalonej o długości 7,55 km. Przepływa przez tereny gminy Marciszów i gminy Bolków.
Rochowicka Woda płynie częściowo przez Pogórze Bolkowskie oraz przecina wschodnią część Pogórza Wojcieszowskiego. Źródliska potoku rozsiane są pomiędzy górami Turzec (690 m n.p.m.) i Lubrza (669 m n.p.m.) na zachodzie, a górą Poręba (671 m n.p.m.) na wschodzie.
Rochowicka Woda jest poza Sadówką głównym dopływem górnej Nysy. Bystry nurt i górski charakter potoku po części jest odpowiedzialny za szybkie i silne przybory wody w Nysie w okresie deszczów.